# Echo24
Echo24 — чеський новинний онлайн-щоденник зосереджений на політиці і бізнесі, заснований колишньім редактором газети Лідове новіни Dalibor Balšínek (Далибор Балшинек) . Сервер був запущений 16 березня 2014 року. Основним інвестором проекту є Jan Klenor  (Ян Кленор), колишній директор Patria Finance.